# 送球

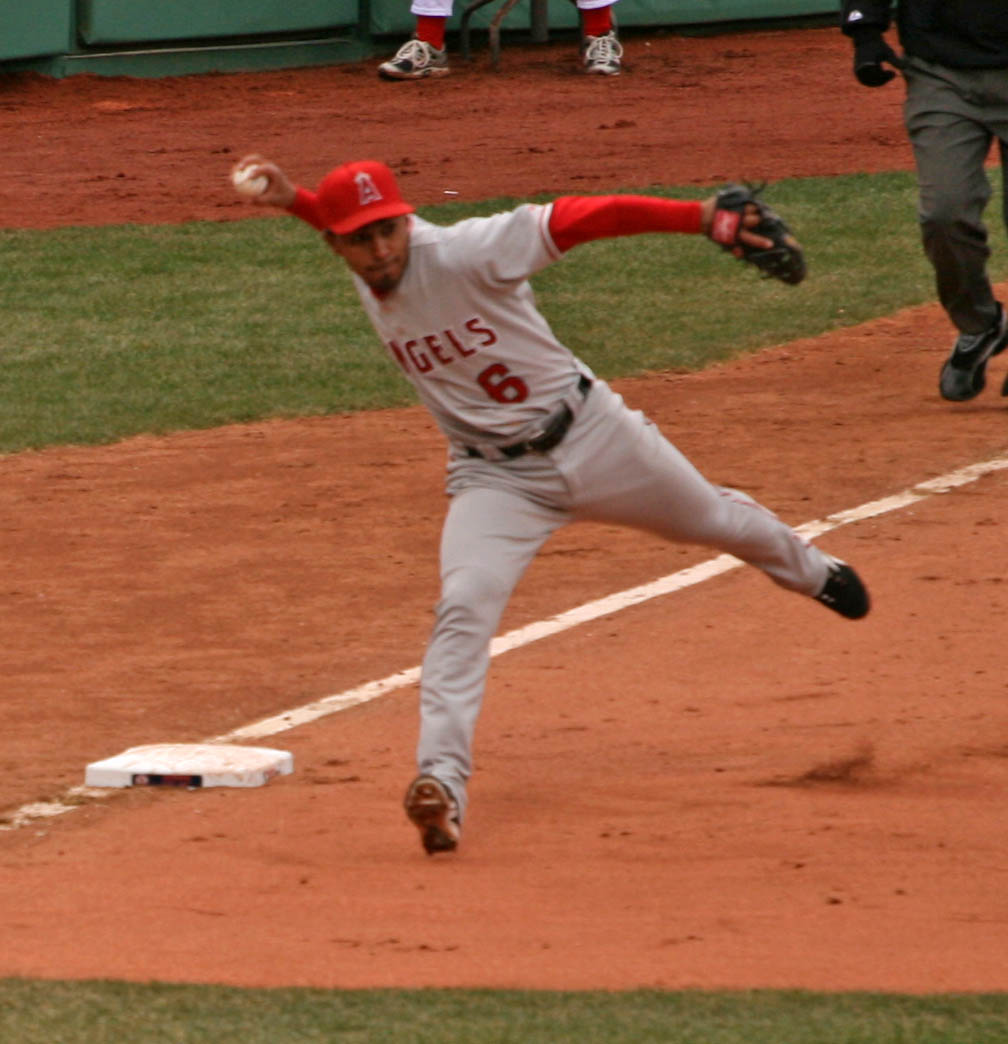
一塁へ送球するマイサー・イズトゥリス

送球（そうきゅう）とは、ボールを所持している野手が、ある目標に向かって、手及び腕でボールを投げ送る守備行為を指す。投手の打者への投球とは区別される。

## 好送球と悪送球
目標の野手に向けて迅速かつ精確にボールが送られることは、しばしば好送球（こうそうきゅう）と呼ばれる。好送球を実現する為には、肩の強さや高い技術や経験の豊富さなどが要求される。
外野へ打球が飛んだ際に進塁を狙う走者をアウトにするための外野手の送球（返球とも呼ぶ）や、盗塁しようとする走者をアウトにするための捕手の送球は、特に高い技術が必要となる。長い距離にある目標に向けて速くて滞空時間の短い送球を必要とされるため、仰角が浅く最高点が低く軌道が直線的でなおかつ初速が速いものが要求される。このような好送球は「レーザービーム」としばしば形容される。
目標の野手の位置から送球が逸れてしまうことは、しばしば悪送球（あくそうきゅう）と呼ばれる。これが原因で野手がボールを所持できず、その時間を利して走者が進塁すると、送球した野手には失策が記録される。また、悪送球がスタンドやベンチに飛び込んだ場合、ボールデッドとなり、各走者に2個の安全進塁権が与えられる。悪送球の多い野手は、しばしば野球選手としての資質を疑われる。このため、キャッチボールは野球の練習の基本として最重要視される。

## 投手の送球
投手は、軸足（投げる腕側の足）を投手板に触れたままでも、投球に関連する動作を起こすまでなら、いつでも塁（ただし本塁を除く）に送球することができる。また、投手板から軸足を後方に外せば、どこへでも自由に送球することができる。これらを牽制球と呼ぶ。
三塁走者が得点を試みて本塁に向かっている際、これを阻止するために、投手が投手板から軸足を後方に外して、捕手に向けて送球することがある。打者には、送球をバットで打つ権利がない。打者が投手の送球をバットに当てると、捕手への守備妨害になる。
なお、投手が軸足を投手板に触れたまま各塁に送球し、それが逸れてそのままスタンドやベンチに飛び込んだ場合は、各走者に与えられる安全進塁権は2個でなく1個である。軸足を外していた場合は他の野手の送球と同じく、2個の安全進塁権である。